# 山口美沙
山口美沙（やまぐち みさ、1984年9月27日—）是屬於スペースクラフト的talent。出身於日本東京都。身高166公分。血型是O型。在明治學學院大學社會學部就讀中。
在NHK教育・「天才兒童MAX」中作為初代TV戰士而活躍。之後擔任日本電視台系列・「伊東家の食卓」的固定班底直到現在。
2006年4月、在作為初代TV戰士而活躍的「天才兒童MAX」裡擔任星期四現場直播的主持人。
有開設個人網誌「山口美沙のオモテワザ」。
與王様のブランチ的原播報員竹井美咲的出生年月日相同。

## 主要演出經歷
- 天才兒童MAX(1993/4～1996/3)
- 伊東家の食卓(1997/10～）
- 天才兒童MAX1000回記念特別節目(1999/2/1～2/4)
- 天才兒童MAX10周年特別節目(2002/1/20)
- 天才兒童MAX 快樂星期四!(2006/4/6～)

## 外部連結
- スペースクラフト （页面存档备份，存于）
- 個人簡介 （页面存档备份，存于）
- 山口美沙のオモテワザ